# René van de Kerkhof
Reinier «René» Lambertus van de Kerkhof (Helmond, Brabante Septentrional, 16 de septiembre de 1951) es un exfutbolista neerlandés.

## Trayectoria
René y su hermano gemelo Willy fueron miembros de la selección nacional de fútbol de los Países Bajos que quedó subcampeón en la Copa Mundial de Fútbol de 1974, convirtiéndose en uno de los jugadores clave que llevaron a los Países Bajos a la final de la Copa Mundial de Fútbol de 1978.
Así mismo participó con la selección de los Países Bajos en la Copa de Oro de Campeones Mundiales FIFA en 1980, y la selección fue subcampeona mundial en 1974 y en 1978, donde reemplazó a Inglaterra campeona mundial en 1966 y que se negó a participar por la situación que estaba pasando en el país organizador de este torneo. Van de Kerkhof jugó en 47 ocasiones para su país, anotando en 5 oportunidades.
Fue nombrado por Pelé en la lista de la FIFA como uno de los 125 mejores jugadores del mundo vivos en marzo de 2004.

## Clubes
| Club           | País         | Periodo   |
| -------------- | ------------ | --------- |
| FC Twente      | Países Bajos | 1970-1973 |
| PSV Eindhoven  | Países Bajos | 1973-1983 |
| Apollon Smyrni | Grecia       | 1983-1984 |
| Seiko SA       | Hong Kong    | 1984-1985 |
| Helmond Sport  | Países Bajos | 1985-1988 |
| FC Eindhoven   | Países Bajos | 1988-1989 |

- Datos: Q297608
- Multimedia: René van de Kerkhof / Q297608